# Scheloribates saudicus
Scheloribates saudicus är en kvalsterart som beskrevs av Bayoumi och Al-Khalifa 1985. Scheloribates saudicus ingår i släktet Scheloribates och familjen Scheloribatidae. Inga underarter finns listade i Catalogue of Life.